# Bonifaciosundet

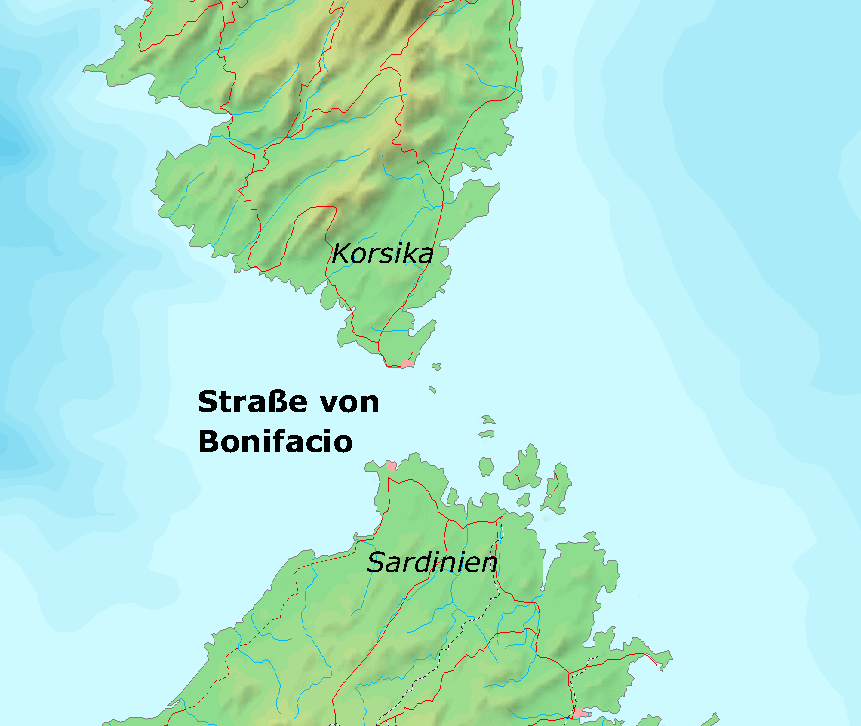

Bonifaciosundet, (franska: Bouches de Bonifacio, italienska: Bocche di Bonifacio, korsikanska: Bucchi di Bunifaziu, sardiska: Buccas de Bonifatziu, Liguriska Bocche de Bunifazziu), är ett 11,4 km brett sund i Medelhavet mellan Korsika och Sardinien i Italien. Sundet är namngivet efter den korsikanska staden Bonifacio. Avståndet mellan de bägge kusterna är 11 km, och sundet delar Tyrrenska havet och västra Medelhavet.
Sunder ligger mitt i en kontinentalsockelspricka och de två öarna och avståndet emellan dem blir allt större. Öar som ligger i sundet är de Buccinariska öarna, ett tiotal klippiga öar utanför Sardiniens nordöstra kust, varav dess största ö är La Maddalena, men även öarna Caprera och Santo Stefano är bebodda.
Bonifaciosundet är känt bland sjömän för dess väder, havsströmmar, sandbankar och andra hinder som genom historien varit ett stort hinder för diverse sjövägar. Den mest kända olyckan i sundet var när den franska fregatten Sémillante sjönk 15 februari 1855. Skeppet som dagen innan hade lämnat hamnen i Toulon till Svarta havet för att förse den franska armén med trupper i Krimkriget. En storm orsakade att skeppet gick på grund och sjönk, och inga av de 693 soldaterna och besättningsmännen ombord överlevde förlisningen.
Efter en tankfartygsolycka 1993 förbjöds transport av farligt gods med fartyg från Italien och Frankrike. Passage för skepp under annat flagg som seglar genom ordet avrådes starkt för genomsegling och manövreras manuellt. 
Sundets Fauna är extraordinärt rikt. Här lever cirka 1 745 djurarter. Sundet är en del av det europeiska havssundsinitiativet (European Straits Initiative - ESI) som sedan 2009 genomförts för att skydda sund från Östersjön till Medelhavet. 
Det maximala djupet i sundet är 100 meter. Årliga simtävlingar hålls tvärs över sundet.

## Bildgalleri

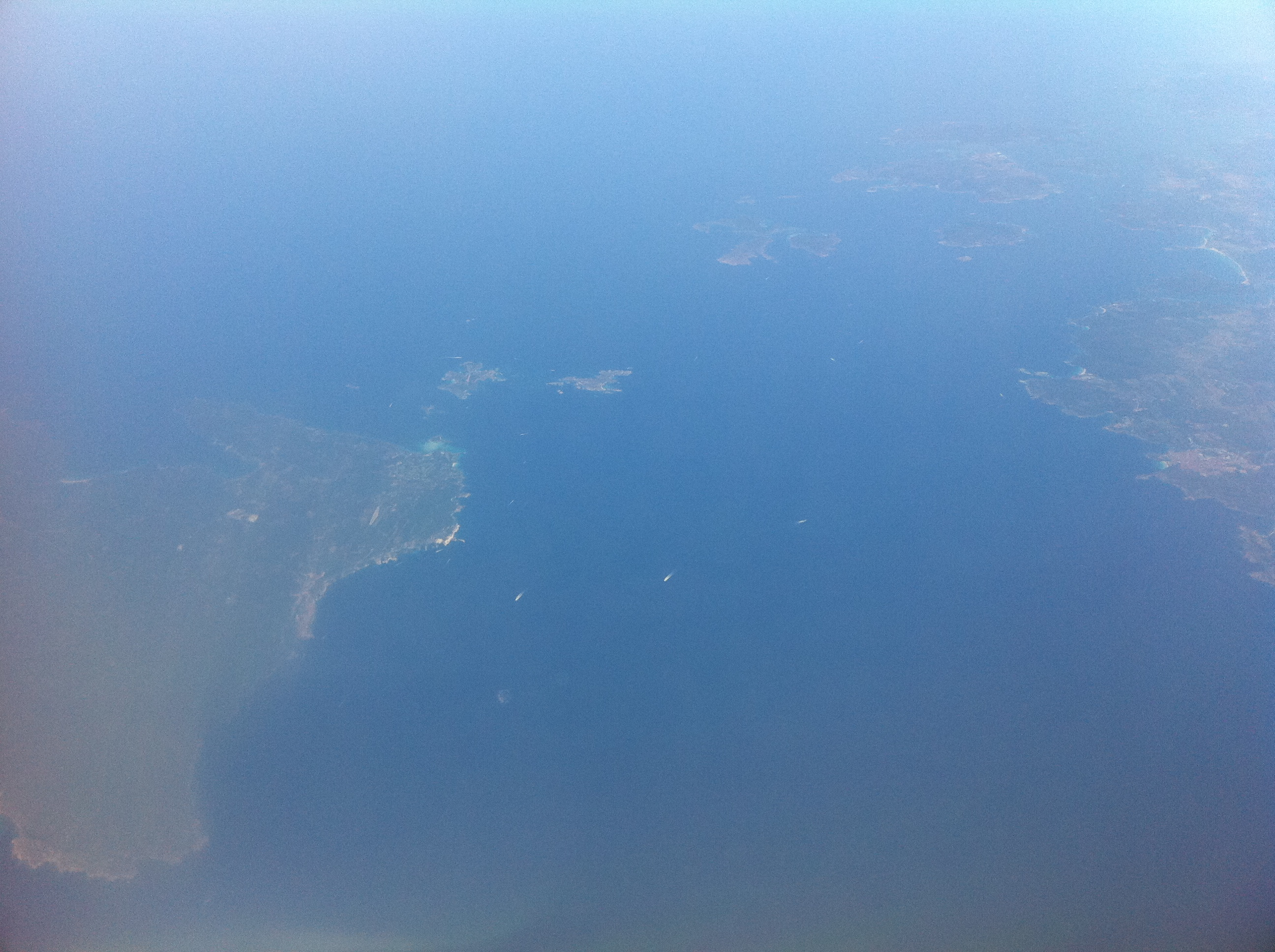
Luftbild över Bonifaciosundet
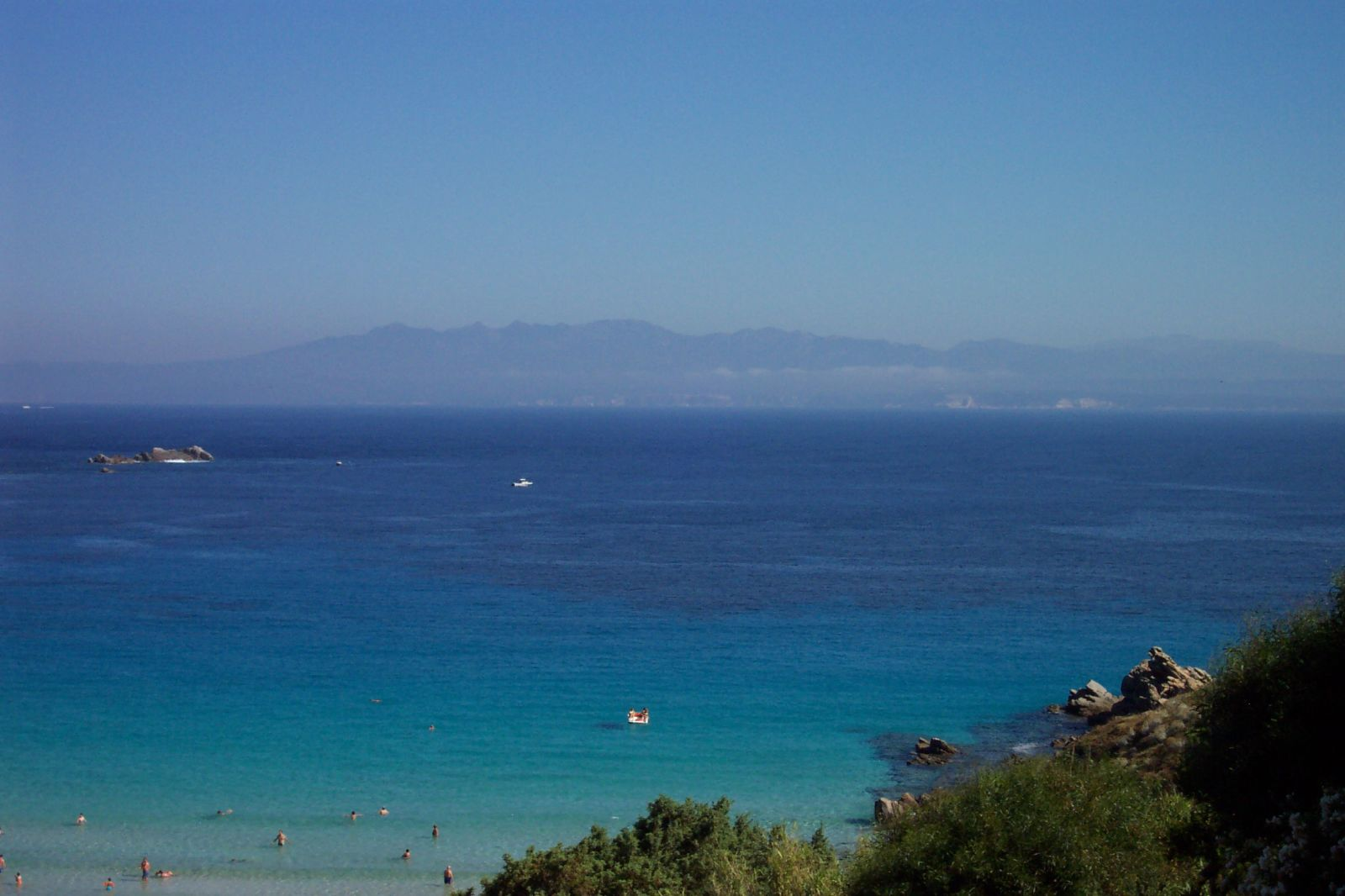
Utsikt över Sardinien sett från Korsika
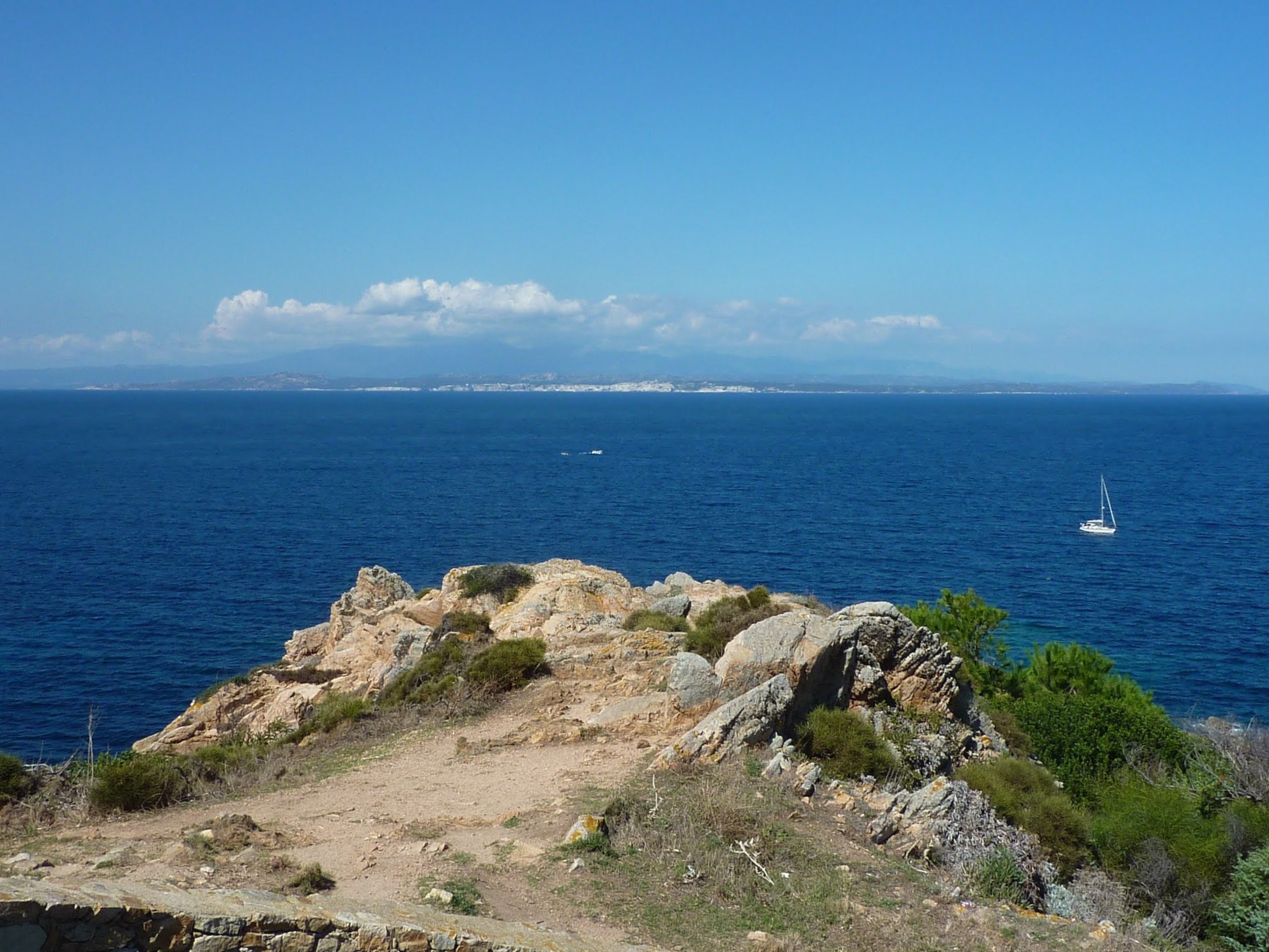
Bonifaciosundet sett från Capo Testa i Santa Teresa Gallura på Sardinien.
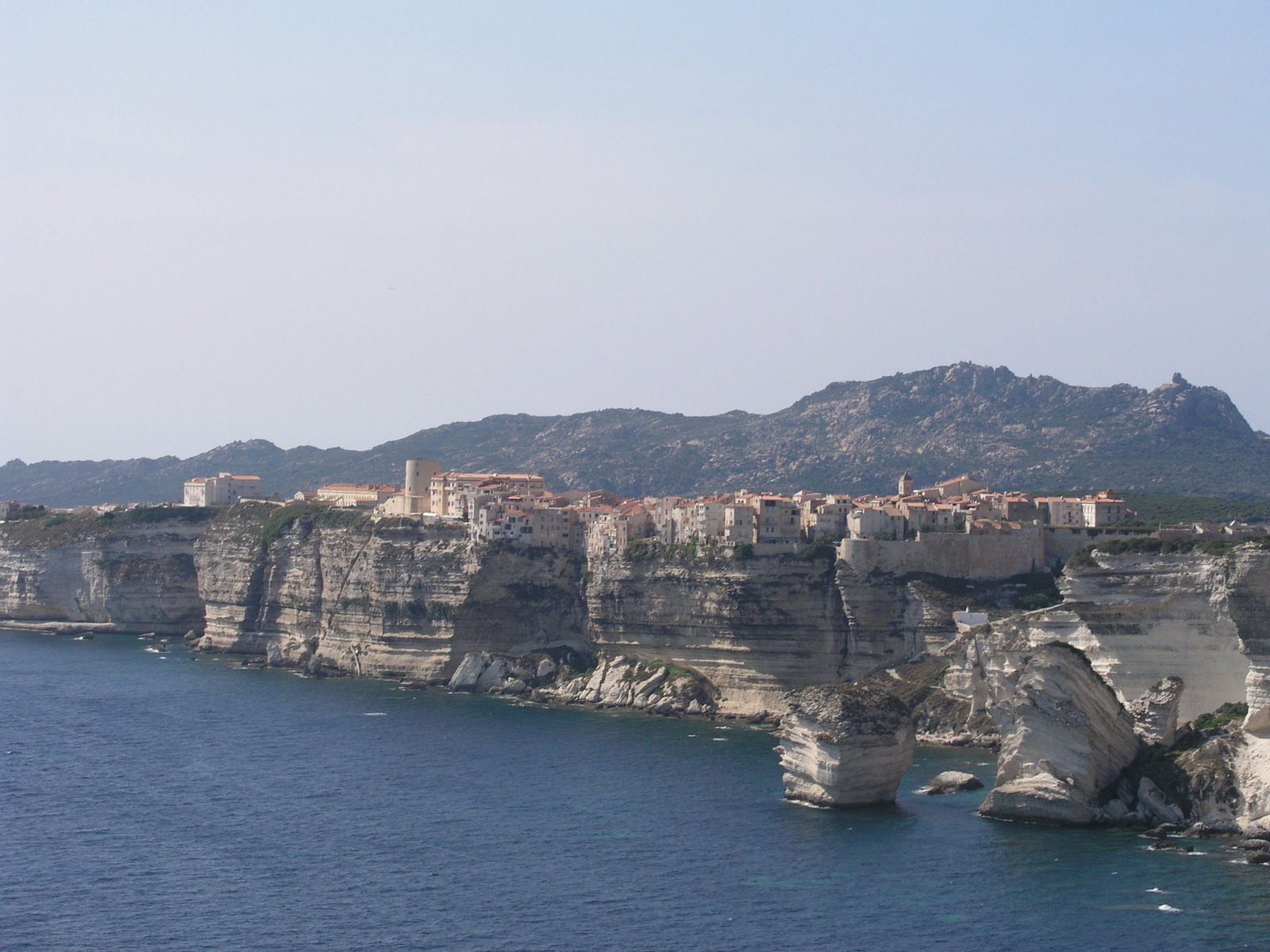
Bonifacio beläget på kalkstensklippor
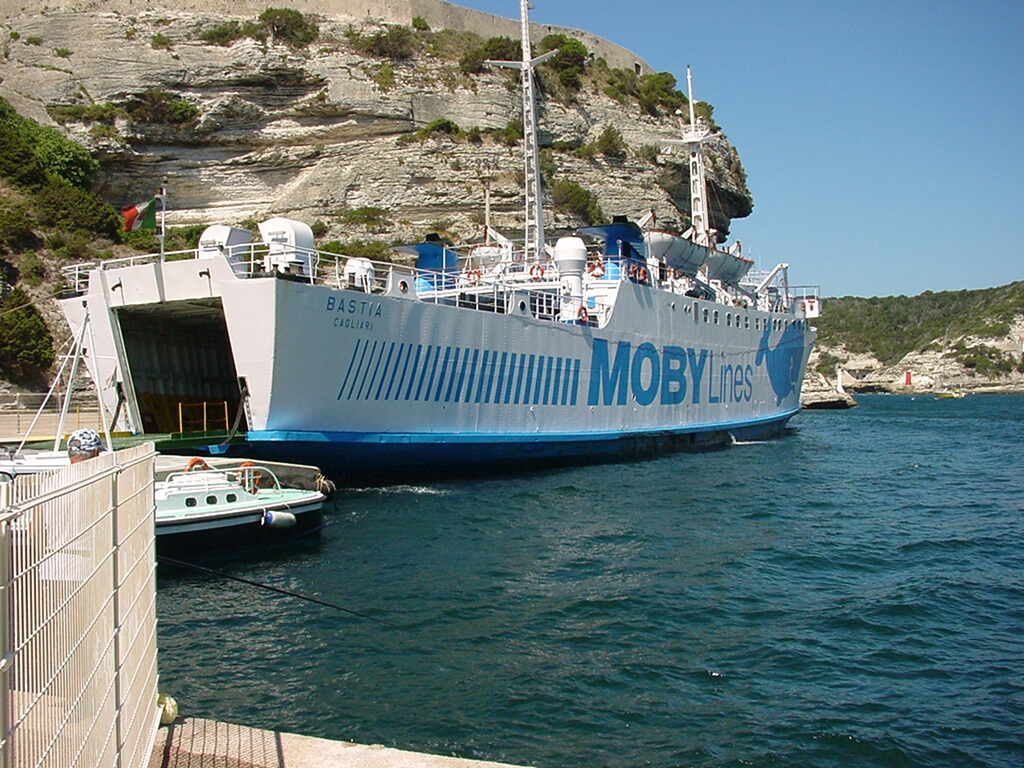
Anläggningsplats för färjan mellan Bonifacio och Sardinien 2003